# Red Bull RB20
El Red Bull RB20 fue un monoplaza de Fórmula 1 diseñado por Red Bull Racing para competir en la temporada 2024. El monoplaza fue presentado en la ciudad de Londres el 15 de febrero de 2024. El monoplaza fue conducido por Max Verstappen y Sergio Pérez.

## Resultados

### Fórmula 1
(Clave) (negrita indica pole position) (cursiva indica vuelta rápida)

| Año  | Motor                   | Neu. | N.º | Pilotos        | 1   | 2   | 3   | 4   | 5   | 6   | 7   | 8   | 9   | 10  | 11  | 12  | 13  | 14  | 15  | 16  | 17  | 18  | 19  | 20  | 21  | 22  | 23  | 24  | Puntos | Pos. |
| ---- | ----------------------- | ---- | --- | -------------- | --- | --- | --- | --- | --- | --- | --- | --- | --- | --- | --- | --- | --- | --- | --- | --- | --- | --- | --- | --- | --- | --- | --- | --- | ------ | ---- |
| 2024 | Honda RBPTH002 V6 Turbo | P    |     |                | BHR | ARA | AUS | JPN | CHN | MIA | EMI | MON | CAN | ESP | AUT | GBR | HUN | BEL | NED | ITA | AZE | SIN | USA | MEX | SÃO | LVG | QAT | ABU | 589    | 3.º  |
| 2024 | Honda RBPTH002 V6 Turbo | P    | 1   | Max Verstappen | 1   | 1   | Ret | 1   | 1   | 21  | 1   | 6   | 1   | 1   | 51  | 2   | 5   | 4   | 2   | 6   | 5   | 2   | 31  | 6   | 14  | 5   | 18  | 6   | 589    | 3.º  |
| 2024 | Honda RBPTH002 V6 Turbo | P    | 11  | Sergio Pérez   | 2   | 2   | 5   | 2   | 3   | 43  | 8   | Ret | Ret | 8   | 78  | 17  | 7   | 7   | 6   | 8   | 17† | 10  | 7   | 17  | 118 | 10  | Ret | Ret | 589    | 3.º  |